# Edentata
Pour les articles homonymes, voir Édenté (homonymie).
Édentés
Ordre
Les Édentés (Edentata) sont un ancien taxon de mammifères placentaires, aujourd'hui abandonné. Cet ordre rassemblait les tatous, les fourmiliers, les paresseux, les pangolins et les oryctéropes.
Même si le terme choisi implique l'absence de dents, seuls les pangolins et les fourmiliers en sont réellement dépourvus, et il s'agirait d'un exemple de convergence évolutive.
L'homogénéité du groupe suscite le débat dans la deuxième moitié du XIXe siècle et en 1872, Thomas Huxley déplace les pangolins et les oryctéropes dans un ordre séparé. Peu après, Edward Cope propose le terme Xenarthra (les xénarthres) pour regrouper les Édentés sud-américains. Ce clade, les xénarthres, considéré encore de nos jours valide, a été confirmé par les analyses moléculaires et se divise habituellement entre l'ordre des Pilosa (fourmiliers et paresseux) et celui des Cingulata (tatous).